# Herb gminy Wolanów
Herb gminy Wolanów – jeden z symboli gminy Wolanów, autorstwa Roberta Szydlika, ustanowiony 6 lutego 2018.

## Wygląd i symbolika
Herb przedstawia na tarczy w polu błękitnym Św. Dorotę z Cezarei w czerwonej sukni i srebrnym płaszczu ze złotą koroną i takimż nimbem, w prawym ręku trzymającą koszyk wiklinowy złoty z różami czerwonozielonymi a w lewym ręku palmę męczeńską złotą. Z lewej strony u jej stóp owalna tarcza czerwona ze złotym obramowaniem, na której młotek złoty w słup a na nim dwa srebrne skrzyżowane klucze.
Nie zachował się historyczny herb dawnego miasta Wolanów. Obecny herb gminy odwołuje się zatem do patrona parafii. W przypadku Wolanowa, wezwanie parafii wpłynęło na zmianę jego nazwy z Kowalskiej Woli na Wolę św. Doroty (XVI–XVII w.). W przywileju lokowanego w 1773 r. miasta pada nazwa „Święta Dorota”, a z kolejnych dokumentów wiadomo, że była faktycznie używana (1792). Tradycja związana z dawną nazwą miejscowości funkcjonuje w świadomości jej mieszkańców do dziś.